# 1955-ös Formula–1 világbajnokság
Az 1955-ös Formula–1-es szezon volt a 6. FIA Formula–1 világbajnoki szezon. 1955. január 16-ától szeptember 11-éig tartott. Visszakerült a versenynaptárba a monacói nagydíj, amelyet 1950 után ebben az évadban ismét megrendeztek, valamint 1 éves kihagyás után visszatért a holland nagydíj is. A Le Mans-i tragédia miatt elmaradt a Francia, a Német, a Svájci és a spanyol nagydíj, így 1950 után másodszor ebben az évadban is "csak" 7 futamot rendeztek.
Az első öt célba érkezőnek járt világbajnoki pont (8, 6, 4, 3, 2). 1 pontot adtak a leggyorsabb körért. A hétből csak a legjobb öt pontszám számított bele a világbajnokság végeredményébe. Megosztott leggyorsabb kör esetén a pilóták megosztva kapták az 1 pontot. A pontokat megosztott autókért egyformán megosztották a versenyzők között, tekintet nélkül arra, hogy ki vezette többet az autót. Amennyiben egy pilóta több autóban is ült egy verseny folyamán, csak a legjobb helyezésért járó pontokat kapta meg.
Az előző évad tapasztalatai után ismét Mercedes-fölény volt várható, különösen, hogy az akkor már kétszeres világbajnok címvédő, Fangio is náluk maradt, továbbá csapattársának szerződtették a fiatal angol tehetséget, Stirling Mosst.
Az világbajnokságot Juan Manuel Fangio nyerte csapattársa, Stirling Moss előtt. A bronzérmes Eugenio Castellotti lett.
Az év tragédiája, hogy négy nappal a szerencsés kimenetelű monte-carlói balesete után, egy monzai sportautóteszten életét vesztette a Formula–1 kétszeres világbajnoka, Alberto Ascari.

## A szezon menete

### Argentin nagydíj
Az évadnyitó argentin nagydíjon mindenki az előző évet fölényesen uraló Mercedes és a hazai pályán versenyző Fangio diadalát várta. Meglepetésre azonban egy másik argentin versenyző, José Froilán González szerezte meg a pole-pozíciót egy Ferrarival, Fangio csak a harmadik helyről indult.
A versenyt azonban, ami minden idők legmelegebb versenyének bizonyult (az 1984-es dallasi és a 2005-ös bahreini mellett), csupán hét autó fejezte be. Ebből csak kettő volánjánál ült ugyanaz a versenyző, mint aki a rajtrácson is (az egyik Fangio volt, a másik a szintén argentin Roberto Mieres, aki az ötödik, utolsó pontszerző helyen ért célba egy Maseratival). A versenyen összesen 16 versenyző cserélt autót.
A futamot Fangio nyerte, aki másfél percet vert a második helyen célba érő autóra (a francia Maurice Trintignant ült ekkor a volánjánál, de előtte vezette Nino Farina is, eredetileg pedig González ült benne). A harmadik (Farina vezette az autót, amiben ő előtte Trintignant ült, de eredetileg az olasz Umberto Maglioli autója volt) és negyedik (egy Mercedes, Stirling Mosszal a volánjánál, de előtte a német Karl Kling is vezette, és a szintén német Hans Herrmann autója volt eredetileg) célbaérőre két kört vert, az ötödikre ötöt, a hatodikra nyolcat, a hetedik, utolsó célbaérőre pedig 13 kört. (A teljes versenytáv 94 kör volt.)
A verseny leggyorsabb körét Fangio futotta, 1:48,3-mal.

### Monacói nagydíj
Az időmérő edzést Juan Manuel Fangio nyerte, 1:41,1-es idővel. A versenyzőnek a 16., csapatának, a Mercedes-Benznek pedig az 5. első rajthelye volt ez. Mellőle Ascari és Stirling Moss rajtohattak.
A pole-pozícióból induló Fangio és Moss meggyőző fölénnyel uralták a mezőnyt, amíg mindketten a motor meghibásodása következtében ki nem estek. Moss a 81. körben kényszerült feladni a küzdelmet, így Alberto Ascari átvette a vezetést. (Mosst a 9. helyen rangsorolták, mert bár kiesett, teljesítette a versenytáv 90%-át.) Ezt a kört azonban ő sem tudta befejezni. Az alagútból kiérkezvén elvesztette uralmát a Lancia felett, és a tengerbe zuhant. A matrózok gyorsan az olasz versenyző segítségére igyekeztek. A gyors intézkedésnek köszönhetően néhány karcolással megúszta a balesetet, legalábbis Ascari nem panaszkodott. A futamot a francia Maurice Trintignant nyerte egy Ferrarival.
Ascarit kórházba szállították, ő azonban haza akart menni. Végül saját felelősségére hazaengedték. 4 nappal a balesete után Monzában tesztelt egy sportautót. A 4. körében a Vialone kanyarban autója felborult. Ascari ezt a balesetet már nem élte túl. Később a kanyart átépítették, és róla nevezték el.

### Indianapolisi 500
Az időmérőt Jerry Hoyt nyerte meg, előnye azonban mindössze 27 ezred másodperc volt Tony Bettenhausennel szemben.
A versenyt a 14. pozícióból rajtoló Bob Sweikert nyerte. A győzelmét tragédia árnyékolta be: a többszörös indianapolisi 500 győztes Bill Vukovich a futam alatt az 58. körben 250 km/óra sebességgel ütközött és bennégett a teljesen összetört versenyautóban. Ő volt az 1911 óta tartó indianapolisi versenysorozat 46. halálos áldozata.

### Belga nagydíj

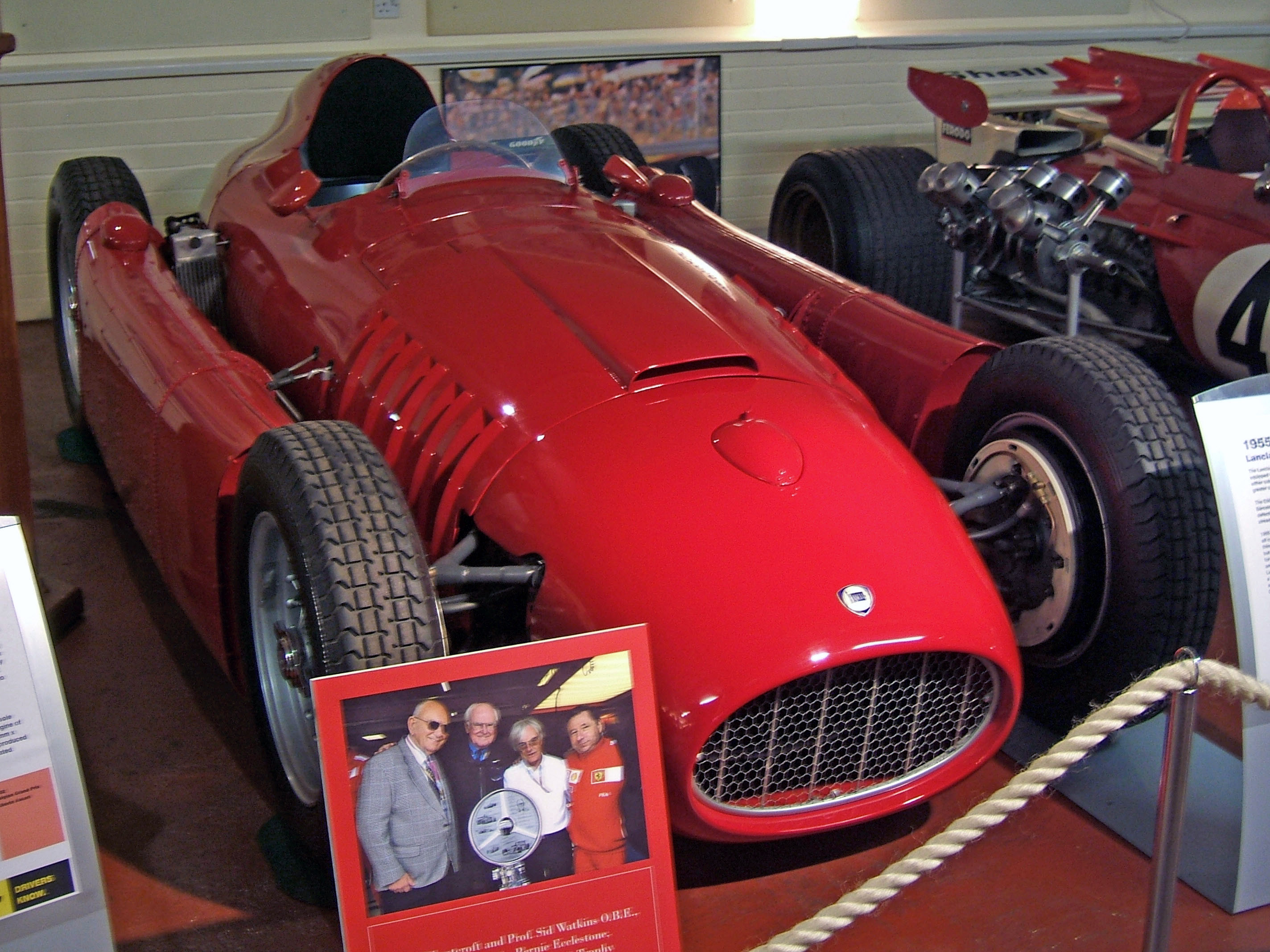
Lancia D50-es

Eugenio Castellotti egy héttel mestere, Alberto Ascari halála után a legjobb időt futotta és a pole-pozícióból indulva a tizenhatodik körig küzdött Fangioval az első helyért, akkor váltóműve megadta magát, kiesett a versenyből. A dobogóra Fangio és Moss mellé a harmadik helyre Farina állt fel, a belga újságíró, Paul Frére meglepetésre a negyedik lett. Mike Hawthorn csak a 9. helyről rajtolhatott és a futamnak még a negyedét sem tudta teljesíteni. A 8. körben váltómű meghibásodás miatt a futam feladására kényszerült.

### Holland nagydíj
Az időmérőt Fangio nyerte Moss, Kling, Musso és Hawthorn előtt. A rajtnál megtartotta vezető helyét és a verseny végéig nem is engedte át senkinek, azonban végig nagy csatában volt Mossal és végül mindössze 3 tized másodperc különbséggel értek célba. A 3. helyen Luigi Musso ért célba, a további 2 pontszerző Roberto Mieres és Eugenio Castellotti lett. Hawthorn a 7. helyen ért célba 5 kör hátrányban, a 3. helyről induló Kling pedig a 21. körben egy vezetői hiba folytán feladta a futamot.

### Brit nagydíj
Az időmérőt Stirling Moss nyerte Fangio előtt. Mike Hawthorn csak a 14. rajtpozíciót tudta megszerezni. Ezen a versenyen indult először Jack Brabham, aki az időmérőn az utolsó helyre kvalifikálta magát.
A rajtnál Fangio megelőzte Mosst, a 2. körben azonban az angol visszaelőzte argentin csapattársát. A 17. körben Fangio ismét megelőzte Mosst, aki néhány körrel később ismét visszavágott és a 25. körben ismét az élre állt. Ettől kezdve nem változott a sorrend kettejük között, de Fangio végig szorosan Moss nyomában volt, a verseny végén mindössze 2 tized volt Moss előnye. A 3. helyre a szintén Mercedessel versenyző Karl Kling futott be, a további 2 pontszerző pedig Piero Taruffi és Luigi Musso lett. A Ferraris Mike Hawthorn csak a 6. lett, mivel autót kellett cserélnie Eugenio Castellottival. Jack Brabham a 30. körben motorhiba miatt kiállni kényszerült.
Fangio ezzel a második hellyel bebiztosította 3. világbajnoki címét, mert bár Moss még pontszámban beérhette volna, ha győz az utolsó futamon, megfutja a leggyorsabb kört és Fangio nem szerez pontot, Fangionak 3 győzelme volt, míg Mossnak csak 1.

### Olasz nagydíj
Az időmérőn Fangio volt a leggyorsabb, megelőzve Mosst, Klinget és Castelottit. A visszatérő Farina az 5. helyet tudta megszerezni Ferrarijával. Mike Hawthorn ismét csak a rajtrács 2. feléből rajtolhatott, ezúttal a 14. helyről.
A rajtnál Moss megelőzte Fangiot, aki azonban még az 1. kör vége előtt visszaelőzte csapattársát. A 8. körben ismét Moss állt az élre, ám ezúttal is csak 1 kör erejéig tudta megtartani a vezető pozíciót. A 27. körben Moss Mercedesében tönkrement a motor, így meg kellett elégednie a leggyorsabb körért járó 1 ponttal. Fangio megnyerte a versenyt, mögötte a 9. helyről rajtoló Taruffi ért célba, mindössze 7 tizedes hátrányban. 3.-ként Castelotti futott be, a további két pontszerző pedig Jean Behra és Carlos Menditéguy lettek. Kling a 32., Hawthorn a 38. körben esett ki, mindketten a váltómű meghibásodása miatt. Farina ugyancsak feladta a futamot, az 5. körben.
A bajnokságot Fangio nyerte Moss és Castellotti előtt, utóbbi mindössze 0.66 ponttal előzte meg a 4. helyen végzett Trintignant-t. Mike Hawthorn az előző évi harmadik helyezése után egyetlen pontot sem tudott szerezni. Öt futamból kétszer kiesett, emellett egy 6., egy 7. és egy 10. helyet szerzett. Csapattársa, González sem járt sokkal jobban, mindössze 2 pontot tudott gyűjteni.

## Futamok
| #  | Futam             | Időpont        | Helyszín          | Pályarajz | Győztes pilóta      | Konstruktőr              | Összefoglaló |
| -- | ----------------- | -------------- | ----------------- | --------- | ------------------- | ------------------------ | ------------ |
| 42 | argentin nagydíj  | Január 16.     | Oscar Gálvez      |           | Juan Manuel Fangio  | Mercedes                 | Összefoglaló |
| 43 | monacói nagydíj   | Május 22.      | Monaco            |           | Maurice Trintignant | Ferrari                  | Összefoglaló |
| 44 | indianapolisi 500 | Május 30.      | Indianapolis      |           | Bob Sweikert        | Kurtis-Kraft-Offenhauser | Összefoglaló |
| 45 | belga nagydíj     | Június 20.     | Spa-Francorchamps |           | Juan Manuel Fangio  | Mercedes                 | Összefoglaló |
| 46 | holland nagydíj   | Június 19.     | Zandvoort         |           | Juan Manuel Fangio  | Mercedes                 | Összefoglaló |
| 47 | brit nagydíj      | Július 16.     | Aintree           |           | Stirling Moss       | Mercedes                 | Összefoglaló |
| 48 | olasz nagydíj     | Szeptember 11. | Monza             |           | Juan Manuel Fangio  | Mercedes                 | Összefoglaló |

## A bajnokság végeredménye
Az 1955-ös világbajnokságot Juan Manuel Fangio nyerte csapattársa, Stirling Moss előtt. A bronzérmes Eugenio Castellotti lett. A csapatoknak 1958-ig nem rendeztek világbajnokságot.
Pontozás:
| Helyezés | 1. | 2. | 3. | 4. | 5. | Lk. | 6.-20. |
| -------- | -- | -- | -- | -- | -- | --- | ------ |
| Pont     | 8  | 6  | 4  | 3  | 2  | 1   | 0      |

(Félkövér: pole-pozíció, dőlt: leggyorsabb kör, a színkódokról részletes információ itt található)
| Helyezés | Versenyző               | ARG           | MON      | 500 | BEL     | NED | GBR     | ITA | Pontszám |
| -------- | ----------------------- | ------------- | -------- | --- | ------- | --- | ------- | --- | -------- |
| 1        | Juan Manuel Fangio      | 1             | Ki       |     | 1       | 1   | 2       | 1   | 40 (41)  |
| 2        | Stirling Moss           | 4† / Ki       | 9        |     | 2       | 2   | 1       | Ki  | 23       |
| 3        | Eugenio Castellotti     | Ki†           | 2        |     | Ki      | 5   | 6† / Ki | 3   | 12       |
| 4        | Maurice Trintignant     | 2† / 3† / Ki  | 1        |     | 6       | Ki  | Ki      | 8   | 11.33    |
| 5        | Nino Farina             | 2† / 3†       | 4        |     | 3       |     |         | NI  | 10.33    |
| 6        | Piero Taruffi           |               | 8†       |     |         |     | 4       | 2   | 9        |
| 7        | Bob Sweikert            |               |          | 1   |         |     |         |     | 8        |
| 8        | Roberto Mieres          | 5             | Ki       |     | 5†      | 4*  | Ki      | 7   | 7        |
| 9        | Jean Behra              | 6† / Ki† / Ki | 3† / Ki† |     | 5† / Ki | 6   | Ki      | 4   | 6        |
| 10       | Luigi Musso             | 7† / Ki†      | Ki       |     | 7       | 3   | 5       | Ki  | 6        |
| 11       | Karl Kling              | 4† / Ki       |          |     | Ki      | Ki  | 3       | Ki  | 5        |
| 12       | Jimmy Davies            |               |          | 3   |         |     |         |     | 4        |
| 13       | Tony Bettenhausen       |               |          | 2†  |         |     |         |     | 3        |
| 14       | Paul Russo              |               |          | 2†  |         |     |         |     | 3        |
| 15       | Paul Frère              |               | 8†       |     | 4       |     |         |     | 3        |
| 16       | Johnny Thomson          |               |          | 4   |         |     |         |     | 3        |
| 17       | José Froilán González   | 2†            |          |     |         |     |         |     | 2        |
| 18       | Cesare Perdisa          |               | 3† / Ki† |     | 8       |     |         |     | 2        |
| 19       | Luigi Villoresi         | Ki† / Ki      | 5        |     |         |     |         | NI  | 2        |
| 20       | Carlos Menditéguy       | Ret† / Ki     |          |     |         |     |         | 5   | 2        |
| 21       | Umberto Maglioli        | 3†            |          |     |         |     |         | 6   | 1.33     |
| 22       | Hans Herrmann           | 4†            |          |     |         |     |         |     | 1        |
| 23       | Walt Faulkner           |               |          | 5†  |         |     |         |     | 1        |
| 24       | Bill Homeier            |               |          | 5†  |         |     |         |     | 1        |
| 25       | Bill Vukovich           |               |          | Ki  |         |     |         |     | 1        |
| 26       | Mike Hawthorn           |               | Ki       |     | Ki      | 7   | 6†      | 10  | 0        |
| 27       | Harry Schell            | 6† / 7† / Ki† | Ki       |     |         |     | 9† / Ki | Ki  | 0        |
| 28       | Louis Chiron            |               | 6        |     |         |     |         |     | 0        |
| 29       | Andy Linden             |               |          | 6   |         |     |         |     | 0        |
| 30       | Jacques Pollet          |               | 7        |     |         | 10  |         | Ki  | 0        |
| 31       | Al Herman               |               |          | 7   |         |     |         |     | 0        |
| 32       | Mike Sparken            |               |          |     |         |     | 7       |     | 0        |
| 33       | Sergio Mantovani        | 7† / Ki†      |          |     |         |     |         |     | 0        |
| 34       | Hernando da Silva Ramos |               |          |     |         | 8   | Ki      | Ki  | 0        |
| 35       | Lance Macklin           |               | NK       |     |         |     | 8       |     | 0        |
| 36       | Pat O'Connor            |               |          | 8   |         |     |         |     | 0        |
| 37       | Louis Rosier            |               | Ki       |     | 9       | 9   |         |     | 0        |
| 38       | Ken Wharton             |               |          |     |         |     | 9†      | Ki  | 0        |
| 39       | Jimmy Daywalt           |               |          | 9   |         |     |         |     | 0        |
| 40       | John Fitch              |               |          |     |         |     |         | 9   | 0        |
| 41       | Pat Flaherty            |               |          | 10  |         |     |         |     | 0        |
| 42       | Duane Carter            |               |          | 11  |         |     |         |     | 0        |
| 43       | Johnny Claes            |               |          |     |         | 11  |         |     | 0        |
| 44       | Chuck Weyant            |               |          | 12  |         |     |         |     | 0        |
| 45       | Eddie Johnson           |               |          | 13  |         |     |         |     | 0        |
| 46       | Jim Rathmann            |               |          | 14  |         |     |         |     | 0        |
| —        | Robert Manzon           |               | Ki       |     |         | Ki  | Ki      |     | 0        |
| —        | Horace Gould            |               |          |     |         | Ki  | Ki      | Ki  | 0        |
| —        | Alberto Ascari          | Ki            | Ki       |     |         |     |         |     | 0        |
| —        | Élie Bayol              | Ki            | Ki       |     |         |     |         |     | 0        |
| —        | André Simon             |               | Ki       |     |         |     | Ki      |     | 0        |
| —        | Peter Collins           |               |          |     |         |     | Ki      | Ki  | 0        |
| —        | Peter Walker            |               |          |     |         | Ki  | Ki†     |     | 0        |
| —        | Jesus Iglesias          | Ki            |          |     |         |     |         |     | 0        |
| —        | Pablo Birger            | Ki            |          |     |         |     |         |     | 0        |
| —        | Alberto Uria            | Ki            |          |     |         |     |         |     | 0        |
| —        | Don Freeland            |               |          | Ki  |         |     |         |     | 0        |
| —        | Cal Niday               |               |          | Ki  |         |     |         |     | 0        |
| —        | Art Cross               |               |          | Ki  |         |     |         |     | 0        |
| —        | Shorty Templeman        |               |          | Ki  |         |     |         |     | 0        |
| —        | Sam Hanks               |               |          | Ki  |         |     |         |     | 0        |
| —        | Keith Andrews           |               |          | Ki  |         |     |         |     | 0        |
| —        | Johnnie Parsons         |               |          | Ki  |         |     |         |     | 0        |
| —        | Eddie Russo             |               |          | Ki  |         |     |         |     | 0        |
| —        | Ray Crawford            |               |          | Ki  |         |     |         |     | 0        |
| —        | Jimmy Bryan             |               |          | Ki  |         |     |         |     | 0        |
| —        | Jack McGrath            |               |          | Ki  |         |     |         |     | 0        |
| —        | Al Keller               |               |          | Ki  |         |     |         |     | 0        |
| —        | Johnny Boyd             |               |          | Ki  |         |     |         |     | 0        |
| —        | Ed Elisian              |               |          | Ki  |         |     |         |     | 0        |
| —        | Rodger Ward             |               |          | Ki  |         |     |         |     | 0        |
| —        | Jerry Hoyt              |               |          | Ki  |         |     |         |     | 0        |
| —        | Jimmy Reece             |               |          | Ki  |         |     |         |     | 0        |
| —        | Fred Agabashian         |               |          | Ki  |         |     |         |     | 0        |
| —        | Kenneth McAlpine        |               |          |     |         |     | Ki      |     | 0        |
| —        | Jack Brabham            |               |          |     |         |     | Ki      |     | 0        |
| —        | Roy Salvadori           |               |          |     |         |     | Ki      |     | 0        |
| —        | Leslie Marr             |               |          |     |         |     | Ki      |     | 0        |
| —        | Jean Lucas              |               |          |     |         |     |         | Ki  | 0        |
| —        | Clemar Bucci            | Ki†           |          |     |         |     |         |     | 0        |
| —        | Tony Rolt               |               |          |     |         |     | Ki†     |     | 0        |
| —        | Ted Whiteaway           |               | NK       |     |         |     |         |     | 0        |
| Helyezés | Versenyző               | ARG           | MON      | 500 | BEL     | NED | GBR     | ITA | Pontszám |

- * Leggyorsabb kör (1 pont)
- ** Több versenyző futott ugyanolyan gyors (nem mérhető különbségű) leggyorsabb kört (megosztott 1 pont).
- † A helyezés ugyan annak az autónak két pilótája között megosztott